# Verzorgingsplaats Willemsbos
Verzorgingsplaats Willemsbos is een Nederlandse verzorgingsplaats gelegen aan de A28 Utrecht-Groningen tussen afritten 13 en 14 nabij Nunspeet.
De verzorgingsplaats is vernoemd naar het ernaast gelegen Willemsbos, dat op zijn beurt is genoemd naar de voormalige eigenaar van dit bos, Willem van Vloten.
Aan de overkant van de A28 ligt verzorgingsplaats Hendriksbos. Hier is een restaurant van Hajé te vinden dat vanuit verzorgingsplaats Willemsbos via een tunnel te bereiken is.
Richting Groningen: Vanenburg · Dasselaar · Leuvenhorst · Willemsbos · De Kraaienberg · Bornheim · De Markte · Dekkersland · Lageveen · Smalhorst · Peelerveld · Glimmermade
Richting Utrecht: Witte Molen · Zeijerveen · De Mussels · Panjerd · Haerst ·  't Loo · Vosbergen · De Haere · Hendriksbos · Drielander · Oldenaller · Hooglanderveen